# Pteropus lylei
Pteropus lylei е вид бозайник от семейство Плодоядни прилепи (Pteropodidae). Видът е световно застрашен, със статут Уязвим.

## Разпространение
Разпространен е във Виетнам, Камбоджа, Китай и Тайланд.